# Lotario
Lotario és una òpera italiana en tres actes de Georg Friedrich Händel (HWV 26). El llibret és de Giacomo Rossi, basat en l'obra Adelaide d'Antonio Salvi. El tema es basa lliurement en les lluites pel tron del regne d'Itàlia amb l'emperador romanogermànic Lotari I i els nobles locals.
Händel la va compondre entre l'octubre i el 16 de novembre de 1729 i s'estrenà al King's Theatre de Londres el 2 de desembre de 1729. Se'n feren deu representacions però no es tornà a presentar en les següents temporades i caigué en l'oblit després de la mort del compositor. Es recuperà per primera vegada el 3 de setembre de 1975.